# Aparasphenodon
Aparasphenodon es un género de anfibios anuros de la familia Hylidae. Se distribuye desde el norte de Sudamérica hasta el sur de Brasil.

## Especies
Se reconocen las 5 siguientes según ASW:
- Aparasphenodon arapapa Pimenta, Napoli & Haddad, 2009
- Aparasphenodon bokermanni Pombal, 1993
- Aparasphenodon brunoi Miranda Ribeiro, 1920
- Aparasphenodon pomba[3] Lopes de Assis, Santana, Aguiar da Silva, Marques Quintela & Neves Feio, 2013
- Aparasphenodon venezolanus (Mertens, 1950)